# Aquilegia magellensis
Aquilegia magellensis är en ranunkelväxtart som beskrevs av F.Conti och Soldano. Aquilegia magellensis ingår i släktet aklejor, och familjen ranunkelväxter. Inga underarter finns listade i Catalogue of Life.